# Mines de sel de Wieliczka
Les mines de sel de Wieliczka, en polonais Kopalnia soli Wieliczka, sont des mines de sel situées à Wieliczka, près de Cracovie, en Pologne, inscrites dès 1978 sur la liste du patrimoine mondial de l’Organisation des Nations unies pour l'éducation, la science et la culture (UNESCO) (1re liste).
Exploitées depuis le XIIIe siècle, elles comprennent neuf niveaux et 300 km de galeries. Aussi sont-elles maintenues à une température de 14 degrés Celsius et les fissures dans les murs sont-elles vérifiées ainsi que les composantes de l'air pour éviter les explosions liées aux émanations de méthane.

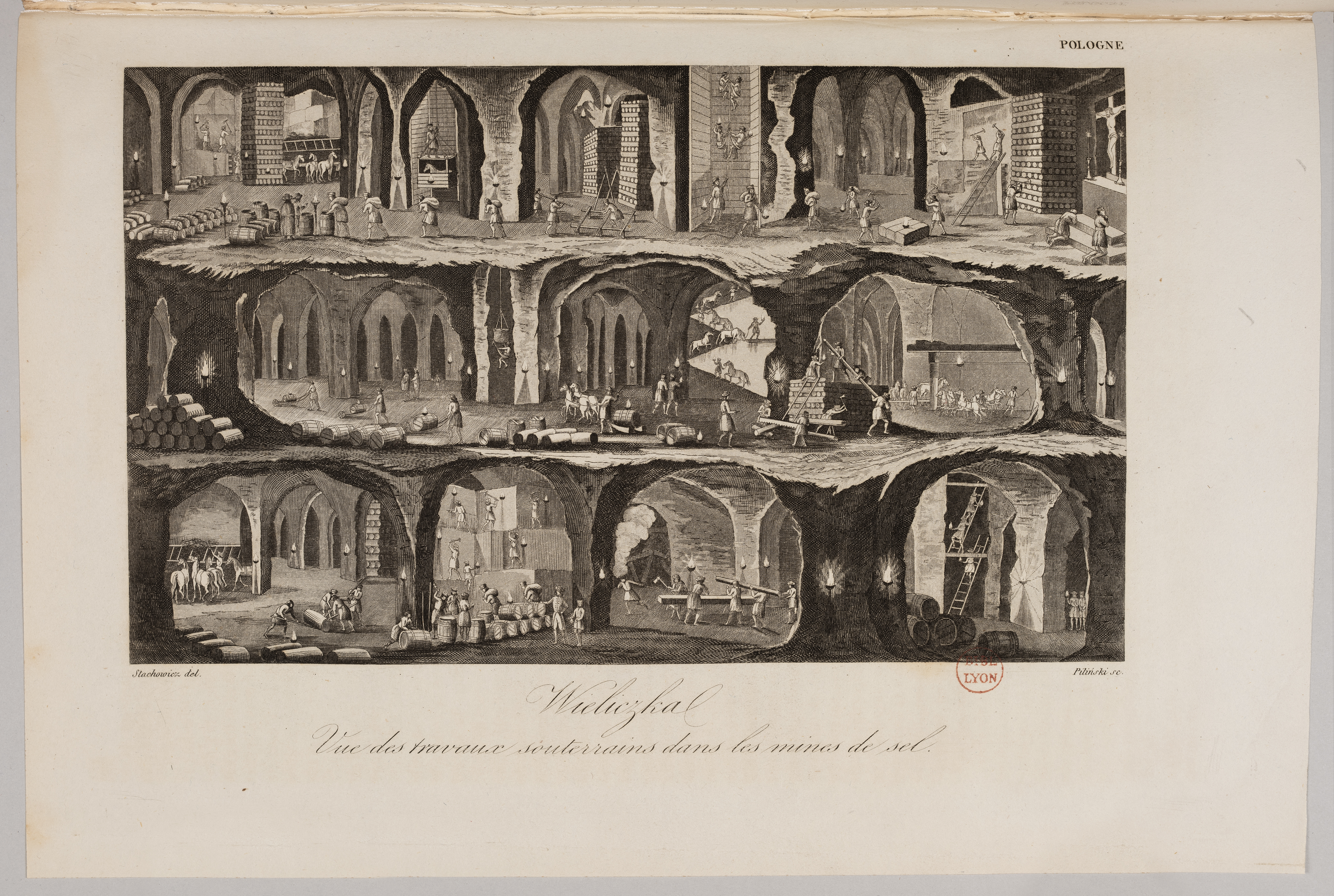
Gravure des mines de sel par Michał Stachowicz.

L'exploitation minière a pris fin en 1996, la protection du patrimoine et le développement de l'activité touristique étant devenus incompatibles avec celle-ci. La visite de la mine dure environ deux heures et le circuit parcourt seulement 2 % de la surface totale des galeries. La chambre Michałowice mesure 35 mètres de haut et a nécessité 20 ans de travail d’excavation. Classées depuis 1978 sur la liste du patrimoine mondial de l'UNESCO, les mines de sel de Wieliczka attirent de nombreux visiteurs venus remonter le temps de l'histoire minière.
La formation salifère est géologiquement constituée de strates évaporitiques du Miocène.

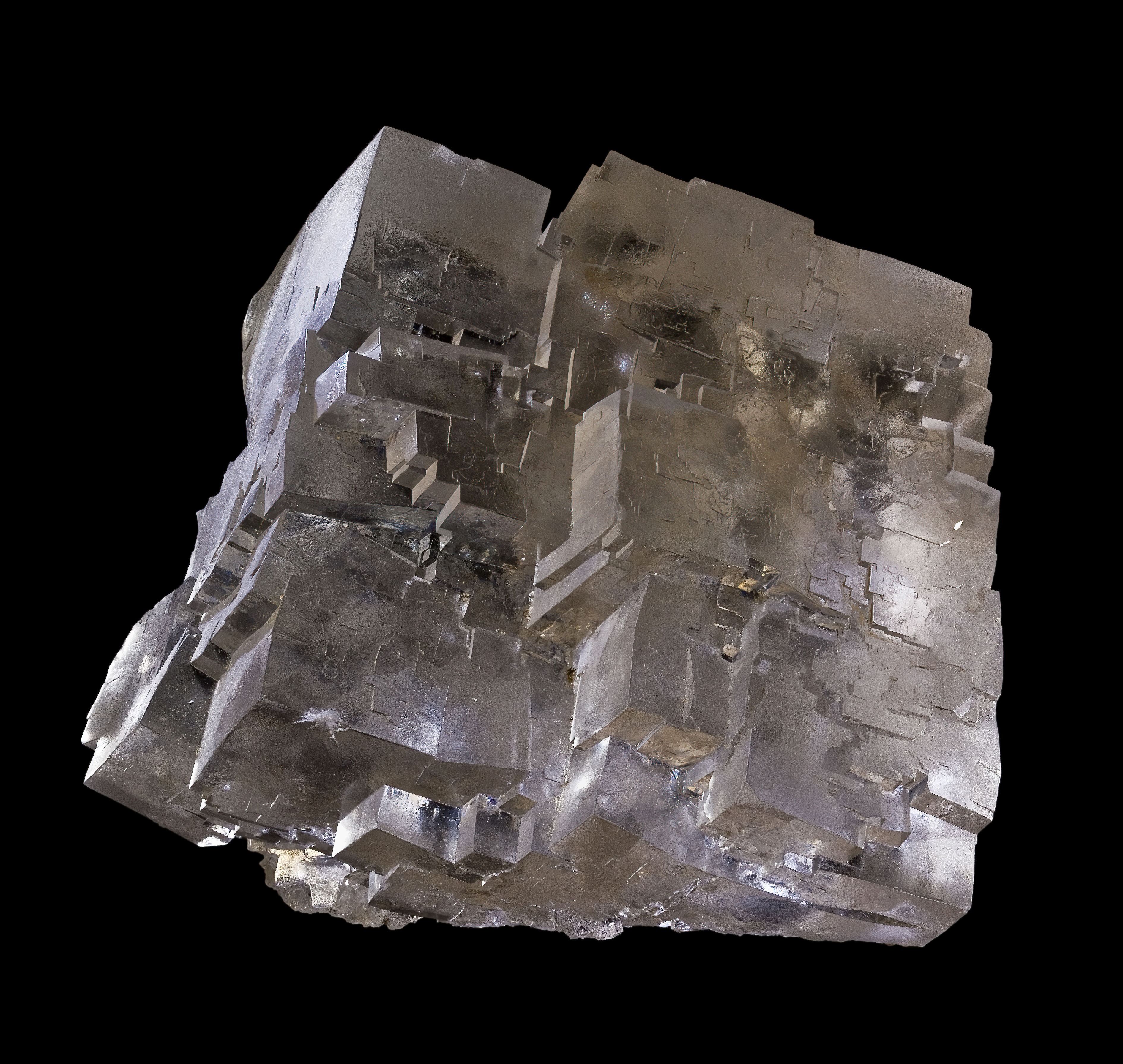
Cristal de sel de Wieliczka.